# Улуру
Улуру (мовою аборигенів священна), або ж Аєрс-Рок — великий овальний оранжево-бурий масив гір у північній території Австралії; 335 м заввишки, 2,4 км завдовжки, 1,6 км завширшки й 9,4 км навколо. Названо на честь Генрі Аєра, прем'єр-міністра Південної Австралії. Для аборигенів малюнки, які покривають стіни гірських печер, мають магічне значення.

## Опис
Улуру є однією з найвідоміших візитних карток Австралії та священною для корінних народів. Всесвітньо відома споруда з пісковику віком 700 млн років має висоту 348 метрів над рівнем моря, хоча основна її частина знаходиться під землею. Загальна висота скелі становить приблизно 6 км. Як Улуру, так і Ката-Тьюта мають велике культурне значення для місцевих землевласників, які організують пішохідні прогулянки з метою ознайомлення туристів з місцевою флорою та фауною та історіями аборигенів про місцевість.
Аєрс-Рок відомий своєю здатністю змінювати колір в залежності від падіння світла в різний час доби та в різні пори року, а при заході сонця несподівано різко світиться червоним кольором. Хоча опади нехарактерні для цієї напівпустельної території, протягом вологих періодів камінь набуває сріблясто-сірого кольору, зі смужками чорних водоростей, що утворюються на місцях водотечій.
Ката-Тьюта, що також називається горою Ольга, є іншою гірською системою приблизно за 25 км на захід від Улуру. Щоб дати туристам можливість спостерігати за обома пам'ятками в будь-який час, було сконструйовано спеціальні оглядові території з автодорогами та паркувальними місцями.

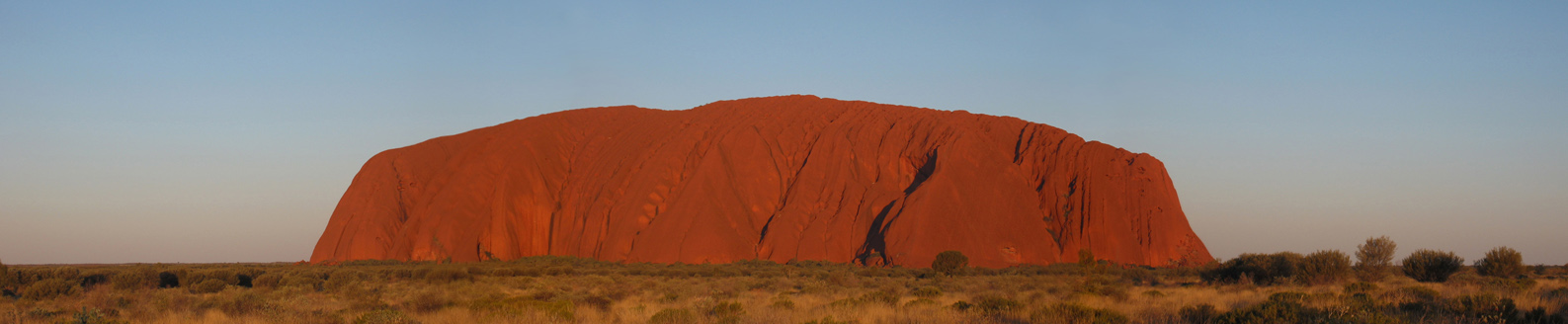
Панорама Улуру незадовго до заходу сонця

## Клімат
Гора розташовується у зоні, котра характеризується кліматом тропічних пустель. Найтепліший місяць — січень із середньою температурою 28.9 °C (84 °F). Найхолодніший місяць — липень, із середньою температурою 11.7 °С (53 °F).
| Клімат Улуру            | Клімат Улуру | Клімат Улуру | Клімат Улуру | Клімат Улуру | Клімат Улуру | Клімат Улуру | Клімат Улуру | Клімат Улуру | Клімат Улуру | Клімат Улуру | Клімат Улуру | Клімат Улуру | Клімат Улуру |
| Показник                | Січ.         | Лют.         | Бер.         | Квіт.        | Трав.        | Черв.        | Лип.         | Серп.        | Вер.         | Жовт.        | Лист.        | Груд.        | Рік          |
| Абсолютний максимум, °C | 45           | 45           | 43,5         | 38           | 38,5         | 29,2         | 31           | 33,3         | 37,5         | 42           | 44,5         | 46           | 46           |
| Середній максимум, °C   | 37,5         | 35,8         | 33,5         | 28,8         | 23,4         | 20,2         | 20,3         | 22,6         | 26,4         | 31,5         | 34,1         | 36,8         | 29,1         |
| Середня температура, °C | 29           | 28           | 25           | 20           | 15           | 12           | 11           | 14           | 17           | 22           | 25           | 28           | 20           |
| Середній мінімум, °C    | 21,2         | 20,5         | 17,4         | 12,6         | 7,9          | 5,1          | 3,4          | 5,5          | 9,1          | 13,5         | 17,2         | 19,8         | 12,6         |
| Абсолютний мінімум, °C  | 8,9          | 11,1         | 8,5          | 3            | −0,5         | −3,5         | −5           | −4           | 1,5          | 3,6          | 5,5          | 10,5         | −5           |
| Норма опадів, мм        | 40           | 40           | 50           | 20           | 20           | 20           | 0            | 10           | 10           | 20           | 30           | 10           | 330          |
| Днів з дощем            | 4,4          | 4,8          | 4,1          | 2,8          | 3,7          | 3,5          | 2,5          | 3,4          | 3,7          | 3,8          | 5,9          | 3,6          | 46,2         |
| ----------------------- | ------------ | ------------ | ------------ | ------------ | ------------ | ------------ | ------------ | ------------ | ------------ | ------------ | ------------ | ------------ | ------------ |
| Джерело: Weatherbase    |              |              |              |              |              |              |              |              |              |              |              |              |              |

## Закриття
У листопаді 2017 року рада національного парку Улуру-Ката-Тьюта одноголосно вирішила, що сходження на гігантський червоний моноліт Улуру буде заборонено з 26 жовтня 2019 року, у 34-ту річницю передачі скелі його традиційним власникам-аборигенам у 1985 році, оскільки це ображає почуття аборигенів, для яких це культове місце.
У вересні 2020 року Google видалив з Street View зображення, які давали можливість користувачам здійснити віртуальну екскурсію скелею. Запит був поданий «Парками Австралії», до яких звернулися аборигени й також згідно з правилами національного парку стосовно фільмів і фотографій.